# Автоматична універсальна орбітальна станція АУОС-3
АУОС-3 — уніфікована платформа, що є конструктивною базою для створення автоматичних орбітальних станцій різних комплектацій розробником якої виступає КБ "Південне". Ці комплектації, маючи загальну уніфіковану платформу АУОС-3, відрізняються один від одного комплексом апаратури для проведення наукових експериментів.

## Конструкція
Конструкція уніфікованої платформи АУОС-3 являє собою тримальний герметичний корпус, на якому зовні розміщені вісім панелей сонячної батареї, поворотні штанги з антенно-фідерні пристрої, окремі елементи системи терморегулювання, ряд приладів, датчиків і антен забезпечує апаратури, а також гравітаційно-демпфуючих пристроїв.
Панелі сонячної батареї закріплені на фермі верхнього днища корпусу за допомогою механізмів повороту, що забезпечують розкриття панелей в польоті на кут 30 °.
Основна частина зовнішніх приладів і датчиків також встановлена на фермі верхнього днища платформи.
Посадкове місце для гравітаційно-демпфіруючий пристрою розташоване в центрі зовнішньої частини днища.
Розчековка на орбіті всіх складених поворотних елементів проводиться спрацьовуванням спеціальних піротехнічних пристроїв.
Всередині корпусу розміщена ферма забезпечує апаратури. Для зручності її електричної стикування з фермою наукової апаратури обидві ферми забезпечені спеціальним пристроєм — автостиком, що забезпечує безпечну автоматичну стиковку штепсельних роз'ємів ферм при проведенні складальних робіт з космічним апаратом.
При виготовленні космічного апарата певної комплектації на уніфіковану платформу встановлюється відсік наукової апаратури, який конструктивно складається з сферичної кришки корпусу з розташованої в ній фермою наукової апаратури.
Зовні кришки розміщені посадочні місця для встановлення приладів і датчиків наукової апаратури, а також герметичних вводів кабельної мережі.
При стикуванні космічного апарата модифікації АУОС-3 з ракетою-носієм 11К68 кріплення платформи до проставки III ступеня ракети-носія 11К68 здійснюється за допомогою розривних болтів.

## Основні характеристики конструкції
| Параметри                                                                    | Значення                                                                 |
| ---------------------------------------------------------------------------- | ------------------------------------------------------------------------ |
| Маса платформи, кг                                                           | 800                                                                      |
| Приєднується маса комплексу наукової апаратури, кг                           | до 400                                                                   |
| Габаритні розміри, мм: - Герметичний корпус - Платформа у робочому положенні | - - 1000 х 2600 - Ø4000 (по панелях сонячної батареї) х 23000 (за антен) |

## Бортовий апаратурний комплекс
Бортовий забезпечує апаратурних комплексів платформи АУОС-3 була обрана в наступному складі:
- Апаратура командно-програмної траєкторної радіолінії «Корал-А3» спільно з наземною станцією «Корал-У» — для управління роботою бортових систем космічного апарата за разовими і програмним командам, формування та передачі квитанцій про прийом разових команд і слів тимчасової програми, забезпечення проведення орбітальних вимірювань, передачі інформації телесигналізації про стан бортових систем космічного апарата, синхронізації роботи бортових систем космічного апарата, видачі поточних значень бортового часу в радіотелеметрична систему.

У командно-програмної траєкторної радіолінії «Корал-А3» використані реалізовані на малих уніфікованих космічних апаратах радіотехнічні та апаратурні способи передачі разових команд управління і вимірювання параметрів орбіти. При цьому кількість разових команд збільшено до 60.
Можливості управління були розширені також за рахунок передачі по існуючому радіоканалу слів тимчасової програми управління обсягом до 500 довічних одиниць.
Починаючи з космічного апарата АУОС-3-М-А-ІК на космічних апаратах типу АУОС встановлювалася модернізована система «Корал-Аб», що забезпечило збільшення разових команд до 120, обсягу пам'яті — до 4096 двійкових одиниць (128 слів по 32 розряду в кожному) і зменшення дискретності відпрацювання слів тимчасової програми до 16 с.
- Радіотелеметрична система БР-91Ц-5 спільно з наземною станцією МА-9МКТМ — для забезпечення реєстрації інформації аналогових, контактних, сигнальних і температурних датчиків, безпосередньої передачі інформації, запам'ятовування, зберігання та відтворення запам'ятованої інформації.

Система побудована за принципом тимчасового розділення каналів з використанням двоступінчастої схеми їх комутації. Використана фазова модуляція частоти-носія радіосигнали пристрою. Поза зон видимості коштів командно-вимірювального комплексу запис свідчень датчиків здійснювалася багатошвидкісних запам'ятовувальним пристроєм, що дозволяє забезпечити практично цілодобове проведення вимірювань для оцінки працездатності апаратури та проведення наукових експериментів. Залежно від потреби час повного запам'ятовування запам'ятоввальним пристроєм могло бути встановлено рівним 5, 30, 120 або 960 хв при часі відтворення не більше 5 хв. Апаратура дозволяла вести реєстрацію певної кількості параметрів зі зниженою частотою опитування або перекомутацію за разовими командам цих параметрів між локальними комутаторами. Система вимірювання температури забезпечувала обслуговування до 57 датчиків температури — термометрів опору.
- Система заспокоєння, орієнтації і стабілізації — для гасіння початкової кутової швидкості космічного апарата після відділення його від ракети-носія, орієнтації космічного апарата за поточною місцевої вертикалі і курсу з довільного початкового положення, триосьової стабілізації станції в орбітальній системі координат з точністю ± (3 .. .4) градуси.

Гасіння початкової кутової швидкості космічного апарата після відділення здійснювалося магнітно-індукційним демпфером гравітаційно-демпфувальний пристрою. За сталого сигналу датчика наявності Землі вироблялося висунення штанги з гравітаційно-демпфвальним пристроєм як кінцевого вантажу, формування необхідного для гравітаційної стабілізації еліпсоїда інерції космічного апарата та перекладів космічного апарата в режим триосьової орієнтації. Курсова орієнтація та стабілізація станції забезпечуються блоком двошвидкісний маховика, кінетичний момент якого спрямований по осі тангажу станції.
- Система визначення орієнтації — для визначення кутового положення станції і порівняльних точносних характеристик стабілізації станції на різних висотах її польоту.

До складу системи входять магнітометр СМ-5 і прилад 190К визначення положення осей станції відносно Сонця.
- Система електропостачання — для забезпечення харчування бортової апаратури при наземних випробуваннях, на ділянці виведення станції на орбіту і при її роботі на орбіті.

Система побудована за традиційним принципом прямої передачі електроенергії від генератора (неорієнтована сонячна батарея) до навантаження без додаткових узгоджувальних пристроїв. Спільну роботу сонячної батареї, буферних хімічних батарей 23КМГК-ЗЗСА і навантаження забезпечує блок управління і контролю параметрів джерел живлення БКІП. Площа сонячної батареї дорівнює 12,5 м 2. Кути між подовжньою віссю станції і площинами верхніх і нижніх панелей сонячної батареї визначилися з умов отримання оптимальної потужності для граничних випадків освітленості орбіт.
- Система забезпечення теплового режиму призначена для підтримки в орбітальному польоті космічного апарата температурних умов, необхідних для нормальної роботи бортової апаратури.

Система підтримує температуру газу в герметичному контейнері в межах 0 … 40 ° С, головним чином за рахунок використання пасивних засобів — вибору певних оптичних характеристик покриття зовнішньої поверхні космічного апарата та застосування екранно-вакуумної теплової ізоляції корпусу космічного апарата та окремих приладів. Радіаційна площа регулюється жалюзі, керованими за показаннями датчиків. Включення вентиляторів для перемішування газу в герметичному контейнері проводиться при включенні апаратури з великим тепловиділенням.
- Антенно-фідерні пристрої — для забезпечення зв'язку з наземним командно-вимірювальний комплекс.

- Комутаційні блоки живлення і управління здійснюють взаємодію бортових систем, логічне розподіл і перетворення команд управління відповідно до їх призначення, комутацію й розподіл харчування бортових приладів.

## Основні характеристики забезпечувальних апаратурних комплексів
| Текст заголовка | Текст заголовка   |
| --- | ----------------- |
| Тип командно-програмної траєкторної радіолінії | «Корал-А3»        |
| Кількість команд управління, що надаються бортовому науковому комплексу в тому числі: - разових програмних команд циклу управління: - «Гнучких» - «Жорстких» - розрядів багатоадресних програмних команд | 60 - 9 - 8 - 12   |
| Обсяг пам'яті ПВУ, слів | 20 по 25 розрядів |
| ривалість відпрацювання програми, год | 36                |
| Кількість телеметричних каналів, що надаються бортовому науковому комплексу, в тому числі: - цифрових восьмирозрядних - каналів ЗВТ                                                                      | *256 - 100 - 55   |
| Приклад | Приклад           |
| Орієнтація: | на Землю          |
| точність триосьової стабілізації апарата в орбітальній системі координат | ± (3 … 4) град    |
| точність визначення орієнтації космічного апарата | ± (10 … 15) град  |
| Температура всередині герметичного контейнера, ° С | 0 … 40            |
| Напруга на виході системи електропостачання, В | 28 ± 3            |
| Середньодобова потужність на виході системи електропостачання (залежно від освітленості орбіти і часу експлуатації), Вт                                                                                  | 160 … 230         |